# رافض (الاتحاد السوفيتي)
الرافض (Refusenik) ((بالروسية: отказник)‏، otkaznik، من "отказ"، otkaz «أي الرفض») كان مصطلحًا غير رسمي للأفراد، الذين كانوا عادة ولكن ليس حصريًا من اليهود السوفيت، الذين تم رفض منحهم الإذن بالهجرة للخارج من جانب سلطات الاتحاد السوفيتي السابق وغيرها من الدول التابعة للكتلة الشرقية. والمصطلح الرافض مشتق من «الرفض» الذي كان يتم تسليمه إلى المهاجر المحتمل من قبل السلطات السوفيتية.
ومع مرور الوقت، دخلت الكلمة «الرافض (refusenik)» إلى اللغة الإنجليزية العامية للإشارة إلى الشخص الذي يرفض القيام بشيء ما، خصوصًا من خلال الاحتجاج والتظاهر.

## معلومات تاريخية
تقدم عدد كبير من اليهود السوفيت للحصول على تأشيرات خروج لمغادرة الاتحاد السوفيتي، خصوصًا في الفترة التي تلت حرب الأيام الستة في عام 1967. وفي حين أنه تم السماح للبعض بالمغادرة، إلا أنه تم رفض منح العديد منهم الإذن بالهجرة، سواء على الفور أو بعد جهد دؤوب على مدار سنوات في مكتب OVIR (ОВиР, "Отдел Виз и Регистрации", "Otdel Viz i Registratsii"، بالإنجليزية: مكتب التأشيرات والتسجيل)، في MVD (وزارة الشئون الداخلية السوفيتية)، وهي الإدارة المسئولة عن تأشيرات الخروج. وفي العديد من الحالات، كان سبب الرفض هو أن هؤلاء الأشخاص اطلعوا في وقت ما في أثناء عملهم على معلومات هامة للأمن القومي الروسي، ولا يمكن السماح لهم بمغادرة الدولة في ذلك الوقت.
وأثناء الحرب الباردة، كان ينظر إلى اليهود السوفيت على أنهم عائق أمني أو خائنين محتملين. ومن أجل التقدم بطلب للحصول على تأشيرة مغادرة، كان يجب على مقدمي الطلبات (وغالبًا كل أفراد أسرهم) ترك وظائفهم، مما يعرضهم لتهم التطفل الاجتماعي، والتي كانت بمثابة جريمة جنائية.
وقد تعرض العديد من اليهود لمعاداة السامية المنظمة والمؤسسية، وهو الأمر الذي أعاق فرصهم في التقدم. وقد كانت بعض القطاعات الحكومية بعيدة المنال تمامًا على وجه التقريب بالنسبة لليهود. وبالإضافة إلى ذلك، منعت القيود السوفيتية حول التعليم الديني والتعبير اليهود من المشاركة في الحياة الثقافية والدينية اليهودية. وفي حين أن هذه القيود قد أدت بالكثير من اليهود إلى السعي وراء الهجرة، كان ينظر إلى مجرد طلب تأشيرة خروج في حد ذاته على أنه خيانة للسلطات السوفيتية. وبالتالي، كان المهاجرون المحتملون الذين يطلبون الإذن بالهجرة معرضين لخطر شخصي كبير، من خلال إدراك أن الرفض الرسمي يمكن أن يكون في الغالب مصحوبًا بالطرد من العمل وغير ذلك من أشكال النفي من غير محاكمة والضغط الاقتصادي.
وفي نفس الوقت، تسببت الإدانات الدولية القوية في أن تقوم السلطات السوفيتية بزيادة حصة الهجرة بشكل كبير. وفي الأعوام بين 1960 وحتى 1970، هاجر فقط 4 آلاف شخص (بشكل قانوني) من اتحاد الجمهوريات الاشتراكية السوفيتية. وفي العقد التالي، ارتفع الرقم إلى 250 ألف شخص، ثم انخفض هذا الرقم مرة أخرى بحلول عام 1980.

## الحادث
في عام 1970، قامت مجموعة مكونة من ستة عشر رافضًا (اثنان منهم لم يكونا من اليهود)، وبتنظيم من المنشق إدوارد كوزنيتسوف (الذي سجن بالفعل لمدة سبع سنوات في السجون السوفيتية)، بالتخطيط لشراء كل المقاعد على الرحلة المحلية بين ليننجراد-بريوزيرسك، تحت ستار رحلة لحضور حفل زفاف على متن طائرة صغيرة تسع 12 شخصًا طراز Antonov An-2 (الشهيرة بين العامة باسم "кукурузник"، كوكوروزنيك)، وإلقاء الطيارين خارج الطائرة قبل إقلاعها من محطة توقف متوسطة، والطيران بها إلى السويد، مع العلم بأنهم واجهوا خطرًا ضخمًا متمثلاً في الوقوع في الأسر أو إطلاق النار عليهم. ومن بين المشاركين في ذلك المخطط أحد الطيارين الحربيين السابقين، وهو مارك ديمشيتس.
وفي الخامس عشر من يونيو عام 1970، بعد الوصول إلى مطار سمولنوي (ريزيفكا لاحقًا) بالقرب من ليننجراد، تم اعتقال المجموعة الكاملة من «ضيوف حفل الزفاف» من قبل وزارة الشئون الداخلية السوفيتية.

## النتائج المترتبة
تم توجيه اتهامات إلى المتهمين بالخيانة العظمى، وهي تهمة تعاقب بعقوبة الإعدام بموجب البند 64 في القانون الجنائي في الجمهورية الروسية السوفيتية الاتحادية الاشتراكية (RSFSR).
وقد تم الحكم على مارك ديمشيتس وإدوارد كوزنيتسوف بعقوبة الإعدام، إلا أنه تم استئناف هذا الحكم بعد الاعتراضات الدولية وتم استبدال هذا الحكم بالسجن لمدة 15 عامًا،
كما تم الحكم على يوسف ميندلفيتش ويوري فيدوروف - 15 عامًا، وأليكسي مورزهينكو - 14 عامًا، وسيلفا زالمانسون (زوجة كوزنيتسوف في هذا الحين، والمرأة الوحيدة في تلك المحاكمة) - 10 أعوام، وآريه لايب خانوش - 13 عامًا،
وأناتولي ألتمان - 12 عامًا، وبوريس بينسون - 10 أعوام، وإسرائيل زالمانسون - 8 أعوام، ووولف زالمانوسن (أخو سيلفا وإسرائيل) - 10 سنوات، ومندل بودنيا - 4 سنوات.[بحاجة لمصدر]
وقد تبع هذه الحادثة حملة على الحركة اليهودية والمنشقين في جميع أنحاء اتحاد الجمهوريات الاشتراكية السوفيتية. وقد تم اعتقال النشطاء، وتم إغلاق مراكز التدريب المؤقت من أجل دراسة اللغة العبرية والتوراة، وتبع ذلك المزيد من المحاكمات. وفي نفس الوقت، تسببت الإدانات الدولية القوية الموجهة للسلطات السوفيتية في زيادة حصة الهجرة بشكل كبير. وفي الأعوام بين 1960 وحتى 1970، هاجر فقط 4 آلاف شخص (بشكل قانوني) من اتحاد الجمهوريات الاشتراكية السوفيتية. وفي السبعينيات من القرن العشرين فقط (بعد محاكمة ليننجراد الأولى) تم تحرير 163000 يهودي، ووصل الإجمالي في العقود التالية لذلك إلى ما يزيد عن 11⁄2 مليون يهودي.
وقد كان ناتان شارانسكي أحد المؤيدين الرواد ومتحدثًا رسميًا لحركة الرافضين أثناء منتصف السبعينيات من القرن العشرين. وقد ساعدت مشاركة شارانسكي مع مجموعة مراقبة موسكو هلسنكي على تأسيس الصراع من أجل الحصول على حقوق الهجرة في السياق الأوسع نطاقًا لحركة حقوق الإنسان في اتحاد الجمهوريات الاشتراكية السوفيتية. وقد ساهم اعتقاله بتهم تتعلق بالتجسس والخيانة والمحاكمة التالية لذلك في توفير الدعم الدولي لأهداف الرافضين.
وقد اشتمل الرافضون على اليهود الذين كانوا يرغبون في الهجرة على أسس دينية، واليهود الذين يرغبون في الهجرة إلى إسرائيل من أجل التطلعات المتعلقة بالصهيونية، واليهود العلمانيين نسبيًا الراغبين في الهروب من المعاداة التي ترعاها الدولة لليهود. وبالإضافة إلى ذلك، حاول أعداد كبيرة من المجموعات العرقية الأخرى الهروب من الاضطهاد أو رغبوا في البحث عن حياة أفضل، بما في ذلك ألمان فولجا، الذين حاولوا المغادرة إلى ألمانيا، والأرمن الذين كانوا يرغبون في الانضمام إلى الشتات الخاص بدولتهم.
وقد أدى وصول ميخائيل جورباتشوف إلى قيادة الاتحاد السوفيتي في أواسط الثمانينيات من القرن العشرين وسياسته فيما يتعلق بـ الغلاسنوست وبيريسترويكا، بالإضافة إلى الرغبة في الوصول إلى علاقات أفضل مع الغرب، إلى إجراء تغييرات ضخمة، وتم السماح لأغلب الرافضين بالهجرة. ومع تفكك الاتحاد السوفيتي ونهاية العقد، دخل المصطلح «رافض (otkaznik)» بشكل كبير إلى التاريخ.

## مذكرات
- ناتان شارانسكي، لا تخف من الأشرار (Fear No Evil). مذكرات كلاسيكية تتناول كيف انتصر رجل واحد على دولة بوليسية. ISBN 1-891620-02-9.
- تشايم بوتوك، أبواب نوفمبر: سجلات الأحداث الزمنية لأسرة سليباك (Gates of November: Chronicles of the Slepak Family) ISBN 0-394-58867-3

## الخيال
- ديفيد شراير بتروف ((بالروسية: Шраер-Петров, Давид)‏)، هربرت ونيلي (رواية بالروسية، اختصرت في عام 1986، وتم إكمالها في عام 1992، و2006). وهي عبارة عن ملحمة لأسرة رافضة أقامت في موسكو في الثمانينيات من القرن العشرين.

## الأفلام الوثائقية
- في عام 2008، قامت المخرجة لاورا بياليس بإصدار الفيلم الوثائقي، الرافض (Refusenik)، من أجل التأريخ لصراع الرافضين السوفيتين للحصول على حقوق الإنسان.[8]